# Afganistan
Afganistan, uradno Islamski emirat Afganistan je država brez izhoda na morje na stičišču Srednje in Južne Azije. Na vzhodu in jugu meji na Pakistan, na zahodu na Iran, na severozahodu na Turkmenistan, na severu na Uzbekistan, na severovzhodu na Tadžikistan ter na severovzhodu in vzhodu na Kitajsko. Država zavzema 652.864 kvadratnih kilometrov površine in je pretežno gorata z ravninami na severu in jugozahodu, ki ju ločuje gorovje Hindukuš. Kabul je glavno in največje mesto države. Glede na pregled svetovnega prebivalstva je od leta 2023 prebivalstvo Afganistana 43 milijonov. Nacionalni statistični urad Afganistana je leta 2020 ocenil prebivalstvo na 32,9 milijona.
Človeška prisotnost v Afganistanu sega v obdobje srednjega paleolitika. Dežela, ki jo popularno imenujejo pokopališče imperijev, je bila priča številnim vojaškim akcijam, vključno s tistimi Perzijcev, Aleksandra Velikega, Maurijskega cesarstva, arabskih muslimanov, Mongolov, Britancev, Sovjetske zveze in ZDA koaliciji na čelu. Afganistan je služil tudi kot vir, iz katerega so se med drugim dvignili Grško-baktrijsko kraljestvo in Mogulski imperij, ki so oblikovali velike imperije. Zaradi različnih osvajanj in obdobij v iranski in indijski kulturni sferi je bilo območje središče zoroastrstva, budizma, hinduizma in kasneje islama. Moderna država Afganistan se je začela z afganistanskim Duranskim cesarstvom v 18. stoletju, čeprav Dost Mohammad Kan včasih velja za ustanovitelja prve moderne afganistanske države. Afganistan je postal tampon država v Veliki igri med Britanskim imperijem in Ruskim imperijem. Iz Indije so si Britanci poskušali podrediti Afganistan, a so bili v prvi anglo-afganistanski vojni odbiti; druga anglo-afganistanska vojna je prinesla britansko zmago. Po tretji anglo-afganistanski vojni leta 1919 se je Afganistan osvobodil zunanje politične hegemonije in leta 1926 postal neodvisna Kraljevina Afganistan. Ta monarhija je trajala skoraj pol stoletja, dokler ni bil leta 1973 strmoglavljen Zahir šah, po katerem je ustanovljena Republika Afganistan (1973–1978).
Od poznih 1970-ih so v zgodovini Afganistana prevladovale obsežne vojne, vključno z državnimi udari, invazijami, upori in državljanskimi vojnami. Konflikt se je začel leta 1978, ko je komunistična revolucija vzpostavila socialistično državo (ki je bila sama odgovor na diktaturo, vzpostavljeno po državnem udaru leta 1973), poznejši notranji spopadi pa so spodbudili Sovjetsko zvezo, da je leta 1979 napadla Afganistan. Mudžahidi so se borili proti Sovjetom v sovjetsko-afganistanski vojni in nadaljevali medsebojni spopadi po umiku Sovjetov v 1989. Talibani so nadzorovali večino države do leta 1996, vendar je bil njihov Islamski emirat Afganistan pred strmoglavljenjem v invaziji ZDA na Afganistan leta 2001 slabo mednarodno priznan. Talibani so se vrnili na oblast leta 2021 po zavzetju Kabula in s tem končali vojno 2001–2021. Talibanska vlada ostaja mednarodno nepriznana.
Afganistan je bogat z naravnimi viri, vključno z litijem, železom, cinkom in bakrom. Je drugi največji proizvajalec konopljine smole in tretji največji proizvajalec žafrana in kašmirja.
Država je članica Južnoazijskega združenja za regionalno sodelovanje in ustanovna članica Organizacije za islamsko sodelovanje. Zaradi posledic vojne v zadnjih desetletjih se je država soočala z visoko stopnjo terorizma, revščine in podhranjenosti otrok. Afganistan ostaja med najmanj razvitimi državami na svetu, saj je po indeksu človekovega razvoja na 180. mestu. Afganistanski bruto domači proizvod (BDP) znaša 81 milijard dolarjev po pariteti kupne moči in 20,1 milijarde dolarjev po nominalni vrednosti. Od leta 2020 je njen BDP na prebivalca med najnižjimi v vseh državah.

## Zgodovina Afganistana
Zgodovina Afganistana pred ustanovitvijo Afganistanskega emirata leta 1823 si deli zgodovino s sosednjim Iranom, Srednjo Azijo in indijsko podcelino. Monarhija Sadozai je vladala afganistanskemu cesarstvu Durrani, ki velja za ustanovitveno državo sodobnega Afganistana.
Človeška prisotnost v Afganistanu sega v dobo srednjega paleolitika in zaradi strateške lege države ob zgodovinski svilni poti so jo slikovito opisali kot 'krožišče starodavnega sveta'. Dežela je bila v zgodovini dom različnim ljudstvom in je bila priča številnim vojaškim akcijam, vključno s tistimi Perzijcev, Aleksandra Velikega, Maurijskega cesarstva, arabskih muslimanov, Mongolov, Britancev, Sovjetske zveze in nazadnje ZDA vodena koalicija. Različna osvajanja in obdobja v indijski in iranski kulturni sferi so naredila območje središče budizma, hinduizma, zoroastrstva in kasneje islama.
Duransko cesarstvo velja za temeljno politiko moderne nacionalne države Afganistan, pri čemer je Ahmad šah Durani zaslužen za očeta naroda. Vendar se Dost Mohamed Kan včasih šteje za ustanovitelja prve moderne afganistanske države. Po zatonu Duranskega cesarstva in smrti Ahmad šah Duranija in Timur šaha je bilo to razdeljeno na več manjših neodvisnih kraljestev, vključno z, vendar ne omejeno na Herat, Kandahar in Kabul. Afganistan se je ponovno združil v 19. stoletju po sedmih desetletjih državljanske vojne od 1793 do 1863, z združitvenimi vojnami, ki jih je vodil Dost Mohamed Khan od 1823 do 1863, kjer je osvojil neodvisne kneževine Afganistana pod emiratom Kabul. Dost Mohamed je umrl leta 1863, nekaj dni po njegovi zadnji kampanji za združitev Afganistana, in Afganistan je bil posledično vržen v državljansko vojno z boji med njegovimi nasledniki. V tem času je Afganistan postal tamponska država v Veliki igri med britanskim Rajem v Južni Aziji in [[Ruski imperij|Ruskim imperijem]g. Britanska Indija je poskušala podrediti Afganistan, vendar je bila v prvi anglo-afganistanski vojni zavrnjena. Vendar je druga anglo-afganistanska vojna pomenila britansko zmago in uspešno vzpostavitev britanskega političnega vpliva na Afganistan. Po tretji anglo-afganistanski vojni leta 1919 se je Afganistan osvobodil zunanje politične hegemonije in junija 1926 pod vodstvom Amanulaha Kana postal neodvisna Kraljevina Afganistan. Ta monarhija je trajala skoraj pol stoletja, dokler ni bil leta 1973 strmoglavljen Zahir Šah, po katerem je bila ustanovljena Republika Afganistan.
Od poznih 1970-ih so v zgodovini Afganistana prevladovale obsežne vojne, vključno z državnimi udari, invazijami, upori in državljanskimi vojnami. Konflikt se je začel leta 1978, ko je komunistična revolucija vzpostavila socialistično državo, poznejši notranji spopadi pa so spodbudili Sovjetsko zvezo, da je leta 1979 napadla Afganistan. Mudžahidi so se borili proti Sovjetom v sovjetsko-afganistanski vojni in nadaljevali medsebojne boje po umiku Sovjetov leta 1989 Islamski fundamentalistični talibani so do leta 1996 nadzorovali večino države, vendar so njihovi islamski Afganistanski emirat je bil pred strmoglavljenjem v invaziji ZDA na Afganistan leta 2001 malo mednarodno priznan. Talibani so se vrnili na oblast leta 2021, potem ko so zavzeli Kabul in strmoglavili vlado Islamske republike Afganistan, s čimer se je končala vojna 2001–2021. Čeprav so sprva trdili, da bodo oblikovali vključujočo vlado za državo, so talibani septembra 2021 ponovno vzpostavili Islamski emirat Afganistan z začasno vlado, ki jo v celoti sestavljajo talibanski člani. Talibanska vlada ostaja mednarodno nepriznana.

## Geografija
Afganistan leži v južni srednji Aziji.] Regija s središčem v Afganistanu velja za »križišče Azije« in država je zato dobila vzdevek Srce Azije. Priznani urdujski pesnik Allama Iqbal je nekoč zapisal o državi:
»Azija je telo vode in zemlje, katerega srce je afganistanski narod. Iz svojega neskladja, nesoglasja Azije; in iz njenega soglasja soglasje Azije.«
Z več kot 652.864 km² je Afganistan 41. največja država na svetu. Nima obale, saj Afganistan nima izhoda na morje. Ima najdaljšo kopensko mejo (Durandova črta) s Pakistanom na vzhodu in jugu, sledijo mu meje s Tadžikistanom na severovzhodu, Iranom na zahodu, Turkmenistanom na severozahodu, Uzbekistanom na severu in Kitajsko na skrajnem severovzhodu; Indija priznava mejo z Afganistanom prek Kašmirja pod pakistansko upravo. V smeri urinega kazalca od jugozahoda Afganistan meji na provinci Sistan in Balučistan, provinci Južni Horasan in provinci Razavi Horasan v Iranu; regija Ahal, regija Mari in regija Lebap v Turkmenistanu; regija Surhondarjo v Uzbekistanu; regija Khatlon in avtonomna regija Gorno-Badakhšan v Tadžikistanu; Šindžiang Ujgur avtonomna regija Kitajske; in ozemlje Gilgit-Baltistan, provinca Khiber Pakhtunkhva in provinca Baločistan v Pakistanu.
Geografija v Afganistanu je raznolika, vendar je večinoma gorata in razgibana, z nekaj nenavadnimi gorskimi grebeni, ki jih spremljajo planote in porečja. Prevladuje pogorje Hindukuš, zahodni podaljšek Himalaje, ki se razteza do vzhodnega Tibeta prek gorovja Pamir in Karakorum na skrajnem severovzhodu Afganistana. Večina najvišjih točk je na vzhodu, sestavljena iz rodovitnih gorskih dolin, ki se pogosto štejejo za del 'strehe sveta'. Hindukuš se konča na zahodnem osrednjem višavju in ustvarja planote na severu in jugozahodu, in sicer Turkestansko nižino in Sistansko kotlino. Ti dve regiji sta sestavljeni iz valovitih travišč in polpuščav ter vročih vetrovnih puščav. Gozdovi obstajajo v koridorju med provincama Nuristan in Paktika (vzhodnoafganistanski montanski iglasti gozdovi) in tundra na severovzhodu. Najvišja točka države je Nošak, na 7492 m  nadmorske višine. Najnižja točka leži v provinci Džovzdžan ob bregu reke Amu, na 258 m nadmorske višine.
Kljub številnim rekam in rezervoarjem so veliki deli države suhi. Endoreična kotlina Sistan je ena najbolj suhih regij na svetu. Amu Darja izvira severno od Hindukuša, medtem ko bližnji Harirud teče proti zahodu proti Heratu, reka Arghandab pa iz osrednje regije proti jugu. Južno in zahodno od Hindukuša tečejo številni potoki, ki so pritoki reke Ind, kot je reka Helmand. Reka Kabul teče v vzhodni smeri do Inda in se konča pri Indijskem oceanu. Afganistan prejme obilo snega pozimi v Hindukušu in gorovju Pamir, taleči se sneg pa spomladi vstopi v reke, jezera in potoke. Vendar pa dve tretjini vode teče v sosednje države Iran, Pakistan in Turkmenistan. Kot so poročali leta 2010, država potrebuje več kot 2 milijardi ameriških dolarjev za obnovo svojih namakalnih sistemov, tako da bo voda ustrezno upravljana.
V Afganistanu je gozdna pokritost približno 2 % celotne kopenske površine, kar ustreza 1.208.440 hektarjem gozda leta 2020, kar je bilo nespremenjeno od leta 1990. Leta 2020 je gozd, ki se naravno obnavlja, pokrival 1.208.440 hektarjev. Poročalo se je, da je 0 % gozdov, ki se naravno obnavljajo, primarnih gozdov (sestavljenih iz avtohtonih drevesnih vrst brez jasno vidnih znakov človekovega delovanja), približno 0 % gozdnih površin pa je bilo znotraj zavarovanih območij. Za leto 2015 je bilo sporočeno, da je 100 % gozdnih površin v javni lasti.
Severovzhodno gorovje Hindukuš, v in okoli province Badakhšan v Afganistanu, je na geološko aktivnem območju, kjer se potresi lahko zgodijo skoraj vsako leto. Lahko so smrtonosni in uničujoči, pozimi povzročajo zemeljske plazove na nekaterih delih ali snežne plazove. Junija 2022 je blizu meje s Pakistanom prizadel uničujoč potres z močjo 5,9, ki je ubil najmanj 1150 ljudi in sprožil strah pred veliko humanitarno krizo. 7. oktobra 2023 je potres z magnitudo 6,3 prizadel severozahodno od Herata in ubil več kot 1400 ljudi.

### Podnebje
Podnebje je podobno celinskemu podnebju v Evropi. Zime so mrzle, poletja pa so suha in vroča. Temperaturne razlike so velike in ponekod nihajo od -50 do +50 °C. Visoka gorovja zaustavljajo monsunske nalive. Po ravninah v zimskem času dežuje (18 cm³ na leto). Na področju Hindukuša, so padavine obilnejše (127 cm³). V depresiji Sistan poleti divjajo peščeni viharji, ki uničujejo rastlinje.
Afganistan je skoraj brez vodnih virov. Večji sta le dve reki Helmand in Haraf, ki se izlivata v Sistan, kjer voda počasi ponikne v peščena tla.

### Rastlinstvo in živalstvo
Po vsem Afganistanu obstaja več vrst sesalcev. Snežni leopard, sibirski tiger in rjavi medved živijo v visokogorskih predelih alpske tundre. Ovce Marco Polo (Ovis ammon polii) živijo izključno v regiji Vakanskega koridorja v severovzhodnem Afganistanu. Lisice, volkovi, vidre, jeleni, divje ovce, risi in druge velike mačke naseljujejo gorsko gozdno območje vzhoda. V polpuščavskih severnih nižinah divje živali vključujejo različne ptice, ježe, gofe in velike zveri, kot so evrazijski šakal in progasta hijena.
Gazele, divje svinje in šakali naseljujejo stepske planote na jugu in zahodu, medtem ko mungi in gepardi živijo v polpuščavi na jugu. V visokogorju Afganistana živijo tudi svizci in alpski kozorogi, v nekaterih delih države pa fazani. 
Afganistanski hrt je domača pasma psov, znana po svoji hitrosti in dolgi dlaki; na zahodu je relativno znan.
Endemično favno Afganistana med drugim predstavljajo: kašmirska leteča veverica (Eoglaucomys fimbriatus baberi), afganistanski snežni vrabec (Pyrgilauda theresae), gorski močerad Paradactylodon,  molj Stigmella kasyi, vešča Vulcaniella kabulensis, afganistanski leopardji gekon (eublepharis macularius afghanicus). Endemična flora vključuje Wheeleria parviflorellus, Iris afghanica. Afganistan ima kljub razmeroma sušnemu podnebju veliko različnih ptic – približno 460 vrst, od katerih jih 235 gnezdi znotraj.
Gozdno območje v Afganistanu ima vegetacijo, kot so borovci, smreke, jelke in macesni, medtem ko stepska travniška območja sestavljajo širokolistna drevesa, nizka trava, trajnice in grmičevje. Hladnejše visokogorske regije so sestavljene iz trdoživih trav in majhnih cvetočih rastlin. Več regij je označenih kot zavarovana območja; obstajajo trije narodni parki: narodni park Band-e Amir, narodni park Vakhan in narodni park Nuristan. Afganistan je imel leta 2018 povprečno oceno indeksa celovitosti gozdne krajine 8,85/10, kar ga je uvrstilo na 15. mesto med 172 državami.

### Upravna delitev
Afganistan je upravno razdeljen na 34 provinc (vilajat). Vsaka provinca ima guvernerja in glavno mesto. Država je nadalje razdeljena na skoraj 400 okrožij, od katerih vsako običajno pokriva mesto ali več vasi. Vsako okrožje zastopa guverner okrožja.
Guvernerje provinc zdaj imenuje predsednik vlade Afganistana, guvernerje okrožij pa izberejo guvernerji provinc. Guvernerji provinc so predstavniki centralne vlade v Kabulu in so odgovorni za vsa upravna in formalna vprašanja v svojih provincah. Obstajajo tudi pokrajinski sveti, ki so izvoljeni na neposrednih in splošnih volitvah za štiri leta. Naloge pokrajinskih svetov so sodelovanje pri načrtovanju razvoja pokrajine ter sodelovanje pri spremljanju in ocenjevanju drugih organov upravljanja pokrajine.
Po 140. členu ustave in predsedniškem odloku o volilni zakonodaji naj bi bili župani mest izvoljeni na svobodnih in neposrednih volitvah za dobo štirih let. V praksi pa župane imenuje vlada.
34 provinc po abecednem vrstnem redu je:
1. Badakhšan
2. Badghis
3. Baghlan
4. Balkh
5. Bamijan
6. Dajkundi
7. Farah
8. Farjab
9. Gazni
10. Ghor
11. Helmand
12. Herat
13. Džovzdžan
14. Kabul
15. Kandahar
16. Kapisa
17. Khost
18. Kunar
19. Kunduz
20. Laghman
21. Logar
22. Nangarhar
23. Nimruz
24. Nuristan
25. Oruzgan
26. Paktia
27. Paktika
28. Panžšir
29. Parvan
30. Samangan
31. Sar-e Pol
32. Takhar
33. Vardak
34. Zabul

## Gospodarstvo
Nominalni BDP Afganistana je leta 2020 znašal 20,1 milijarde USD ali 81 milijard USD po pariteti kupne moči (PKM). Njegov BDP na prebivalca je 2459 USD (PKM) in 611 USD nominalno. Kljub temu, da ima 1 bilijon dolarjev ali več v nahajališčih mineralov, ostaja ena najmanj razvitih držav na svetu. Groba fizična geografija Afganistana in njegov status brez izhoda na morje sta bila navedena kot razloga, zakaj je bila država vedno med najmanj razvitimi v moderni dobi – dejavnik, pri katerem napredek upočasnjujejo tudi sodobni konflikti in politična nestabilnost. Država uvozi blago v vrednosti več kot 7 milijard dolarjev, izvozi pa le 784 milijonov dolarjev, predvsem sadja in oreškov. Ima 2,8 milijarde dolarjev zunanjega dolga. K BDP je največ prispeval storitveni sektor (55,9 %), sledita kmetijstvo (23 %) in industrija (21,1 %).
Eden od glavnih dejavnikov trenutnega gospodarskega okrevanja je vrnitev več kot 5 milijonov izseljencev, ki so s seboj prinesli podjetništvo in spretnosti za ustvarjanje bogastva ter prepotrebna sredstva za ustanovitev podjetij. Mnogi Afganistanci so zdaj vključeni v gradbeništvo, ki je ena največjih industrij v državi. Nekateri večji nacionalni gradbeni projekti vključujejo 35 milijard dolarjev vredno novo mesto Kabul ob prestolnici, projekt Aino Mena v Kandaharju in mesto Gazi Amanullah Kan blizu Džalalabada. Podobni razvojni projekti so se začeli tudi v Heratu, Mazar-e-Šarifu in drugih mestih. Vsako leto na trg dela vstopi približno 400.000 ljudi.
Afganistan je član WTO, SAARC, ECO in OIC. V SCO ima status opazovalke. Leta 2018 je večina uvoza prihajala iz Irana, Kitajske, Pakistana in Kazahstana, medtem ko je bilo 84 % izvoza v Pakistan in Indijo.
Odkar so talibani zavzeli državo avgusta 2021, so ZDA zamrznile približno 9 milijard dolarjev sredstev, ki pripadajo afganistanski centralni banki in talibanom onemogočile dostop do milijard dolarjev na ameriških bančnih računih.
Ocenjuje se, da se je BDP Afganistana po vrnitvi talibanov na oblast zmanjšal za 20 %. Po mesecih prostega pada se je afganistansko gospodarstvo začelo stabilizirati, kar je posledica talibanskih omejitev tihotapskega uvoza, omejitev bančnih transakcij in pomoči ZN. Leta 2023 je afganistansko gospodarstvo začelo opažati znake oživljanja. Temu so sledili tudi stabilni devizni tečaji, nizka inflacija, stabilna pobiranje prihodkov in rast izvoza.[348] V tretjem četrtletju leta 2023 je afgani postal najuspešnejša valuta na svetu, saj se je v primerjavi z ameriškim dolarjem povzpel za več kot 9 %.

### Kmetijstvo
Čeprav je v Afganistanu samo 12 % površja primernega za obdelovanje, se 85 % Afganistancev ukvarja s kmetijstvom. To je v glavnem ob rekah, vendar so si zgradili podzemne kanale, s pomočjo katerih namakajo obdelovalne površine. Večinoma se preživljajo s poljedelstvom, vendar jih ogroža množica povsod prisotnih min. V glavnem pridelujejo žito, zelenjavo, orehe, bombaž ter nekaj sadja. Afganistanci izvažajo tudi kože karakulskih ovc. Država ima slabo razvito industrijo. Veliko je delavnic za izdelavo preprog, kožuhov in vezenin. Pomemben je tudi zemeljski plin, ki ga v glavnem izvažajo v Rusijo po plinovodu.
Pomembna dejavnost je gojenje maka, kar so sosednje države večkrat neuspešno poskusile prepovedati. Tihotapljenje in predelava makovih stebel, ki se uporablja za izdelavo opija, prinaša večino dobička revnejšim vasem. Pomembni so tudi nasadi bombaža. Najbolj razvita živinorejska panoga je ovčereja. Iz volne pletejo oblačila, veliko jo uporabijo tudi za izdelovanje preprog. Izdelovalke so skromno plačane, več zaslužijo trgovci, ki preproge prodajajo.

### Rudarstvo
Afganistan ima čez 1400 mineralnih polj, ki vsebujejo barit, kromit, premog, baker, zlato, železo, svinec, litij, zemeljski plin, nafto, drage in poldrage kamne, sol, žveplo, cink in druge minerale. Vrednost še nedotaknjenih mineralnih bogastev naj bi dosegala 3 bilijone ameriških dolarjev, po besedah predsednika Karzaja celo 30 bilijonov dolarjev.

### Promet
Prometne zveze so slabo razvite. Asfaltirane ceste so le okrog večjih mest, vendar so tudi te uničene zaradi vojn. Celo glavni prelaz, ki pelje iz Kabula v Pešavar v Pakistanu in nato v Indijo, je vklesan v skale. Po njem hodijo vse karavane trgovcev, beguncev in tihotapcev. V preteklosti ga je prečkala tudi vojska Aleksandra Velikega. S svetom je Afganistan povezan z enim mednarodnim letališčem.

### Turizem
Turizem je v Afganistanu majhna panoga zaradi varnostnih težav. Kljub temu državo od leta 2016 letno obišče približno 20.000 tujih turistov. Zlasti pomembna regija za domači in mednarodni turizem je slikovita dolina Bamijan, ki vključuje jezera, kanjone in zgodovinska mesta, čemur pripomore dejstvo, da je na varnem območju, stran od uporniških dejavnosti. Manjše število jih obišče regije, kot je dolina Vakhan, ki je tudi ena najbolj oddaljenih skupnosti na svetu. Od poznih 1960-ih je bil Afganistan priljubljena postojanka na znameniti hipijevski poti, ki je privabljala številne Evropejce in Američane. Pot je prišla iz Irana in je potovala skozi različne afganistanske province in mesta, vključno s Heratom, Kandaharjem in Kabulom, preden je prešla v severni Pakistan, severno Indijo in Nepal. Turizem je dosegel vrhunec leta 1977, leto pred začetkom politične nestabilnosti in oboroženih spopadov.
Mesto Gazni ima pomembno zgodovino in spomenike in je bilo skupaj z mestom Bamijan v zadnjih letih izbrano za islamsko kulturno prestolnico oziroma južnoazijsko kulturno prestolnico. Zelo zgodovinska so tudi mesta Herat, Kandahar, Balkh in Zarandž. Minaret Džam v dolini reke Harirud je Unescova svetovna dediščina. Plašč, ki naj bi ga nosil islamski prerok Mohamed, hranijo v svetišču plašča v Kandaharju, mestu, ki ga je ustanovil Aleksander Veliki in je prva prestolnica Afganistana. Aleksandrova citadela v zahodnem mestu Herat je bila v zadnjih letih prenovljena in je priljubljena atrakcija. Na severu države je Alijevo svetišče, za katerega mnogi verjamejo, da je mesto, kjer je bil Ali pokopan. Narodni muzej Afganistana v Kabulu gosti veliko število budističnih, baktrijskih grških in zgodnjih islamskih starin; muzej je močno prizadela državljanska vojna, vendar se od zgodnjih 2000-ih počasi obnavlja.
Po talibanskem prevzemu oblasti se je v Afganistanu nepričakovano razvil turizem. Aktivna prizadevanja talibanov so pokazala, da se je turizem povečal s 691 turistov leta 2021 na 2300 leta 2022. Ostro povečanje za več kot 120 % je bilo opaženo od leta 2022 do 2023 in doseglo skoraj 5200 turistov, po nekaterih ocenah pa med 7000 in 10 000. Temu pa grozi ISIS-K, ki je prevzel odgovornost za napade na turiste, kot je streljanje v Bamijanu leta 2024.

## Demografija
V Afganistanu že nekaj desetletij ni bil izveden popis prebivalstva, zato točnih podatkov o številu prebivalstva ni. Afganistanski urad za statistiko in informacije je leta 2019 ocenil prebivalstvo Afganistana na 32,9 milijona, medtem ko ZN ocenjujejo na več kot 38,0 milijona. Skupna stopnja rodnosti v Afganistanu 2024 je bila ocenjena na 4,4. Leta 2022 je znašal 4,5, kar je približno dvakrat več od svetovnega povprečja. Stopnja je padla od začetka 1980-ih.
Od teh je največ Paštunov (40 %), nato Tadžikov (25 %), sledijo jim Hazari (19 %) ter ostale manjše narodnostne skupine. Vsako pleme ima svoje navade in jezik, zato je težko govoriti o državni enotnosti. Tudi v bodoče bo težko ustvariti enotno državo, ker še vedno divjajo medsebojni plemenski spori. Edina skupna točka je vera. Plemena so tudi značajsko zelo raznolika. Paštuni so zelo bojeviti, roparji in uživajo nad boji med živalmi, po veri so muslimanski suniti. Suniti so tudi Tadžiki, ki so pa med vsemi Afganistanci najbolj izobraženi. Hazari so mongolski narod in so po veri muslimanski šiiti. Prav zaradi vere so jih in jih še Talibani močno pobijajo. Danes so mesta razdejana. Nekdaj so v mestih živeli bogati in premožni meščani, ki so v parkih imeli celo bazene. Večina prebivalcev je bila revna, in so živeli v hišah narejenih iz blata. Danes so razmere popolnoma drugačne, povsod vlada strah, revščina in bolezni. Ljudje živijo v šotorih. Zdravstvo in šolstvo ni urejeno. Kljub temu da sta uradna jezika paštunski in darijski, je v rabi še mnogo drugih jezikov, ki jih uporabljajo manjša plemena.

### Urbanizacija
Po ocenah CIA World Factbook je bilo leta 2020 26 % prebivalstva urbaniziranega. To je ena najnižjih številk na svetu; v Aziji je le višja od Kambodže, Nepala in Šrilanke. Urbanizacija se je hitro povečala, zlasti v prestolnici Kabul, zaradi vračanja beguncev iz Pakistana in Irana po letu 2001, notranje razseljenih ljudi in podeželskih migrantov. Urbanizacija v Afganistanu se od tipične urbanizacije razlikuje po tem, da je osredotočena le na nekaj mest.
Edino mesto z več kot milijonom prebivalcev je glavno mesto Kabul, ki leži na vzhodu države. Druga velika mesta so na splošno v 'obroču' okoli osrednjega višavja in sicer Kandahar na jugu, Herat na zahodu, Mazar-i-Šharif, Kunduz na severu in Džalalabad na vzhodu.[419]

### Etnične skupine
Afganistan je multietnična družba in njeno zgodovinski status kot križišče poti je bistveno prispeval k raznolikosti prebivalsta. Prebivalstvo države je razdeljeno na veliko etničnih in jezikovnih skupin. Ker sistematičnega popisa prebivalstva zadnjih nekaj deset let ni bilo, točna števila o velikosti in sestavi različnih etničnih skupin niso na voljo. Približna porazdelitev etničnih skupin je prikazana v spodnji tabeli: 
| Etnična skupina                                                       | Fotografija                            | Ocena v The World Factbook / Library of Congress Country Studies (2004–danes) | Ocena v World Factbook / Library of Congress Country Studies (pre-2004) |
| --------------------------------------------------------------------- | -------------------------------------- | ----------------------------------------------------------------------------- | ----------------------------------------------------------------------- |
| Paštunci                                                              | Paštunci v Khostu                      | 42%                                                                           | 38–50%                                                                  |
| Tadžiki                                                               | Tadžiki v okrožju Khowahan Badakhshana | 27%                                                                           | 26% (1% od tega so Kizilbaši)                                           |
| Hazari                                                                | Hazari v provinci Daykund              | 9%                                                                            | 10–19%                                                                  |
| Uzbeki                                                                | Uzbek v severnem Afganistanu           | 9%                                                                            | 6–8%                                                                    |
| Ajmaki                                                                |                                        | 4%                                                                            | 500.000–800.000                                                         |
| Turkmenci                                                             |                                        | 3%                                                                            | 2,5%                                                                    |
| Baluči                                                                | Baluči                                 | 2%                                                                            | 100.000                                                                 |
| Ostali (Pašaji, Nuristanci, Arabci, Brahuji, Pamirci, Gurdžari, itd.) | Mladi Pašaj                            | 4%                                                                            | 6,9%                                                                    |

Ocene  2004–danes v zgornji tabeli so narejene na podlagi zadnjih nacionalnih javnomnenjskih raziskav katerih cilj je bil izvedeti kaj  skupina  prebivalcev  Afganistana meni o vojni, politični situaciji, kot tudi o ekonomskih in socialnih zadevah, ki vplivajo na njihovo vsakdanje. Sedem od teh anket je od leta 2004 do 2012 izvedla Asia Foundation in ene od leta 2004 do 2009 so skupaj izvedli NBC News, BBC in ARD.
| Etnična skupina                           | "Afghanistan: Where Things Stand" (2004–2009) (%) | "A survey of the Afghan people" (2006) (%) | "A survey of the Afghan people" (2007) (%) | "A survey of the Afghan people" (2008) | "A survey of the Afghan people" (2009) | "A survey of the Afghan people" (2010) (%) | "A survey of the Afghan people" (2011) (%) | "A survey of the Afghan people" (2012) (%) |
| ----------------------------------------- | ------------------------------------------------- | ------------------------------------------ | ------------------------------------------ | -------------------------------------- | -------------------------------------- | ------------------------------------------ | ------------------------------------------ | ------------------------------------------ |
| Paštunci                                  | 38–46                                             | 40,9                                       | 40                                         | ni poročila                            | ni poročila                            | 42                                         | 41                                         | 40                                         |
| Tadžiki                                   | 37–39                                             | 37,1                                       | 35                                         | "                                      | "                                      | 31                                         | 31                                         | 33                                         |
| Hazari                                    | 6–13                                              | 9,2                                        | 10                                         | "                                      | "                                      | 10                                         | 11                                         | 11                                         |
| Uzbeki                                    | 5–7                                               | 9,2                                        | 8                                          | "                                      | "                                      | 9                                          | 9                                          | 9                                          |
| Ajmaki                                    | 0-0                                               | 0,1                                        | 1                                          | "                                      | "                                      | 2                                          | 1                                          | 1                                          |
| Turkmenci                                 | 1–2                                               | 1,7                                        | 3                                          | "                                      | "                                      | 2                                          | 2                                          | 2                                          |
| Baluči                                    | 1–3                                               | 0,5                                        | 1                                          | "                                      | "                                      | 1                                          | 1                                          | 1                                          |
| Ostali (Pašaji, Nuristanci, Arabci, itd.) | 0–4                                               | 1,4                                        | 2                                          | "                                      | "                                      | 3                                          | 3                                          | 5                                          |
| Brez mnenja                               | 0–2                                               | 0                                          | 0                                          | "                                      | "                                      | 0                                          | 0                                          | 0                                          |

### Jeziki
Paštunščina in darijščina sta uradna jezika Afganistana; dvojezičnost je običajna. Obadva sta indoevropska jezika in spadata v poddružino iranskih jezikov. Perzijščina je bila vedno prestižni jezik in lingua franca za medetnično komunikacijo. Je materni jezik Tadžikov, Hazarov, Ajmakov in Kizilbašev. Paštunščina je materni jezik Paštuncev, čeprav mnogi Paštunci pogosto uporabljajo perzijščino in nekateri ne-Paštunci tekoče govorijo paštunščino.
| Jezik                     | Ocena World Factbook / Library of Congress Country Studies |
| ------------------------- | ---------------------------------------------------------- |
| darijščina (perzijščina)  | 50 %                                                       |
| paštunščina               | 35 %                                                       |
| uzbeščina in turkmenščina | 11 %                                                       |
| 30 manjšinskih jezikov    | 4 %                                                        |

## Simboli
Afganistanska zastava je sestavljena iz belega polja s črno šahado. Odkar je bila vzpostavljena dinastija Hotak leta 1709, je imela država 25 zastav. Samo v 20. stoletju je imel Afganistan 19 narodnih zastav, kar je več kot katerakoli druga država v tem obdobju, in večina je imela črno, rdečo ter zeleno barvo.

## Kultura
Afganistanci imajo skupne kulturne značilnosti in tiste, ki se razlikujejo med regijami v Afganistanu, pri čemer ima vsaka posebno kulturo, deloma zaradi geografskih ovir, ki delijo državo. Družina je steber afganistanske družbe in družine pogosto vodi patriarh. V južni in vzhodni regiji ljudje živijo v skladu s paštunsko kulturo, tako da sledijo paštunvali (paštunska pot). Ključna načela paštunvalija vključujejo gostoljubnost, zagotavljanje zatočišča tistim, ki iščejo zatočišče in maščevanje za prelivanje krvi. Paštuni so v veliki meri povezani s kulturo Srednje Azije in Iranske planote. Preostali Afganistanci so kulturno perzijci in turki. Nekateri nepaštuni, ki živijo v bližini Paštunov, so sprejeli paštunvali v procesu, imenovanem paštunizacija, medtem ko so bili nekateri Paštuni perzijizirani. Na tiste, ki so v zadnjih 30 letih živeli v Pakistanu in Iranu, je še dodatno vplivala kultura teh sosednjih narodov. Znano je, da so Afganistanci močno verni.
Afganistanci, zlasti Paštuni, so znani po svoji plemenski solidarnosti in visokem spoštovanju osebne časti. Obstajajo različna afganistanska plemena in približno 2–3 milijone nomadov. Afganistanska kultura je globoko islamska, vendar predislamske prakse ostajajo. Otroške poroke so razširjene; zakonsko določena starost za poroko je 16 let. Najbolj zaželena poroka v afganistanski družbi je poroka z vzporednim bratrancem in od ženina se pogosto pričakuje, da bo plačal ceno za nevesto.
V vaseh družine običajno zasedajo hiše iz blatne opeke ali komplekse s hišami iz blatne opeke ali s kamnitimi stenami. Vasi imajo običajno glavarja (malik), mojstra za razdeljevanje vode (mirab) in verskega učitelja (mula). Moški so običajno delali na poljih, med žetvijo pa so se jim pridružile ženske. Približno 15 % prebivalstva je nomadov, lokalno imenovanih koči. Ko gredo nomadi mimo vasi, od vaščanov pogosto kupijo zaloge, kot so čaj, pšenica in kerozin; vaščani kupujejo volno in mleko od nomadov.
Afganistanska oblačila za moške in ženske običajno sestavljajo različne oblike šalvar kameeza, zlasti perahan tunban in khet partug. Ženske bi običajno nosile čador za pokrivanje glave; nekatere ženske, običajno iz zelo konzervativnih skupnosti, nosijo burko, pokrivalo za celotno telo. Nekatere ženske iz paštunske skupnosti so jih nosile veliko preden je v regijo prišel islam, vendar so talibani vsilili to obleko vsem ženskam, ko so bili na oblasti. Druga priljubljena obleka je čapan, ki deluje kot plašč. Karakul je klobuk, izdelan iz krzna določene regionalne pasme ovac. Najraje so ga imeli nekdanji afganistanski kralji, velikemu delu sveta pa je postal znan v 21. stoletju, ko ga je nenehno nosil predsednik Hamid Karzai. Pakol je še en tradicionalni klobuk, ki izvira z daljnega vzhoda države; priljubljeno ga je nosil gverilski vodja Ahmad šah Masud. Pokrivalo Mazari izvira iz severnega Afganistana.

### Arhitektura
Narod ima zapleteno zgodovino, ki je preživela bodisi v svojih trenutnih kulturah bodisi v obliki različnih jezikov in spomenikov. Afganistan vsebuje veliko ostankov iz vseh časov, vključno z grškimi in budističnimi stupami, samostani, spomeniki, templji in islamskimi minareti. Med najbolj znanimi so Velika mošeja v Heratu, Mavzolej imama Alija ali Modra mošeja, minaret Džam, Chil Zena, Qala-i Bost v Laškargahu, starogrško mesto Ai-Khanoum. Vendar pa je bilo veliko njegovih zgodovinskih spomenikov v sodobnem času zaradi državljanskih vojn poškodovanih. Dva znamenita kipa Bude iz Bamijana so uničili talibani, ki so ju imeli za malikovalca. Ker v moderni dobi v Afganistanu ni bilo kolonializma, je arhitektura v evropskem slogu redka, vendar obstaja: slavolok zmage v Paghmanu in palača Darul Aman v Kabulu sta bila zgrajena v tem slogu v 1920-ih. Afganistanska arhitektura sega tudi globoko v Indijo, kot je mesto Agra in grobnica Šer Šaha Surija, afganistanskega cesarja Indije.

### Umetnost in keramika
Tkanje preprog je starodavna praksa v Afganistanu in mnoge od teh še danes ročno izdelujejo plemenski in nomadski ljudje. Preproge se v regiji izdelujejo že tisočletja in tradicionalno jih izdelujejo ženske. Nekateri rokodelci izražajo svoja čustva z oblikovanjem preprog; na primer po izbruhu sovjetsko-afganistanske vojne so bile ustvarjene vojne preproge, različica afganistanskih preprog, z motivi, ki so predstavljali bolečino in bedo, ki jo je povzročil konflikt. Vsaka pokrajina ima svoje posebnosti pri izdelavi preprog. V nekaterih območjih s turškim prebivalstvom na severozahodu cene nevest in poročnih obredov določajo nevestine tkalske sposobnosti.
Lončarstvo se v Afganistanu izdeluje že tisočletja. Vas Istalif, severno od Kabula, je še posebej pomembno središče, znano po svoji edinstveni turkizni in zeleni keramiki, njihove metode izdelave pa so ostale enake že stoletja. Veliko kamnov lapis lazuli je bilo pridobljenih v današnjem Afganistanu, in so bili uporabljeni v kitajskem porcelanu kot kobaltno modra barva, kasneje pa v starodavni Mezopotamiji in Turčiji.
Dežele v Afganistanu imajo dolgo zgodovino umetnosti, z najzgodnejšo znano uporabo oljne slike na svetu, ki so jih našli na jamskih poslikavah v državi. Pomemben umetniški slog, ki se je razvil v Afganistanu in vzhodnem Pakistanu, je umetnost Gandhara, ki je nastala s spojitvijo grško-rimske umetnosti in budistične umetnosti med 1. in 7. stoletjem našega štetja. V poznejših obdobjih se je povečala uporaba perzijskega miniaturnega sloga, pri čemer je bil Kamaledin Behzad iz Herata eden najvidnejših miniaturnih umetnikov timuridskega in zgodnjega safavidskega obdobja. Od leta 1900 je narod začel uporabljati zahodne tehnike v umetnosti. Abdul Ghafoor Brešna je bil ugleden afganistanski slikar in umetnik skic iz Kabula v 20. stoletju.

### Kulinarika
Afganistanska kuhinja v veliki meri temelji na glavnih pridelkih v državi, kot so pšenica, koruza, ječmen in riž. Te osnovne izdelke spremljajo domače sadje in zelenjava ter mlečni izdelki, kot so mleko, jogurt in sirotka. Kabuli palav je nacionalna jed Afganistana. Kulinarične posebnosti naroda odražajo njegovo etnično in geografsko raznolikost. Afganistan je znan po visokokakovostnih granatnih jabolkih, grozdju in sladkih melonah. Čaj je priljubljena pijača med Afganistanci. Tipična afganistanska prehrana je sestavljena iz naana, jogurta, riža in mesa.